# Claire Keegan
Claire Keegan, född 1968 i Wicklow, är en irländsk författare. Hon är uppmärksammad för sina novellsamlingar, där handlingen ofta är förlagd till den irländska landsbygden. Livsvillkoren är hårda med fattigdom, katolsk konservatism och trångsynthet, men det finns enskilda personer som trotsar sin omgivning med mod och kärlek. Den Oscarsnominerade filmen Den tysta flickan baseras på en novell av Keegan.

## Biografi
Claire Keegan föddes 1968 i Wicklow och växte upp som yngst av sex syskon, i en katolsk familj på den irländska landsbygden. Sjutton år gammal lämnade hon Irland för studier i engelska och statskunskap vid Loyola University i New Orleans i Louisiana. Därefter studerade hon kreativt skrivande vid University of Wales i Cardiff och avlade en masterexamen i filosofi vid Trinity College i Dublin.
Efter en period av arbetslöshet deltog hon i en novelltävling, där hon hamnade bland de bästa och insåg att hon kunde ha en framtid som författare. Keegan undervisar, parallellt med sitt författarskap, i kreativt skrivande.

## Författarskap
Keegan är känd som novellförfattare med en sparsam utgivning. Hennes berättelser utspelar sig företrädesvis på den irländska landsbygden, där trångsynthet och djup katolsk konservatism existerar parallellt med frimodiga personers kärleksfulla förhållande till sin omgivning. En svensk recensent associerar såväl till Tjechov avseende stil och stämningar som till norska Ingvild Rishøis sparsamma publiceringar och återhållna språk. En mästerlig form och ett språk som ger associationer till författarskap som Alice Munro och Elizabeth Strout, enligt en annan recensent.
Keegan debuterade 1999 med novellsamlingen Antarctica. Den fick ett positivt mottagande av kritikerna och utsågs till Los Angeles Times "Book of the Year". Den skildrar olika livsöden, tragiska eller dramatiska, i landsbygdsmiljö oavsett i USA eller Irland. Walk the Blue Fields (översatt 2023 till svenska som Genom blå hagar) publicerades 2007. Historien handlar om en kvinnlig författare som söker sig till Bölls skrivstuga och där överraskas av en ilsken man som ser henne som en inkräktare. Dessutom handlar det om en präst som har haft en kärlekshistoria med en kvinna som han senare viger, en "upphittad" hund som ger tillgivenhet och värme till en fattig flicka i ett kärlekslöst hem.
Novellen "Foster" ("Det tredje ljuset", 2021) skrevs och publicerades 2010 i The New Yorker, där den valdes till årets text; The Times utsåg den till en av 2000-talets bästa noveller. Den har också filmatiserats av den irländske regissören Colm Bairéad, under titeln The Quiet Girl (svensk titel: Den tysta flickan). Filmen Oscarsnominerades 2023. Historien kretsar kring en flicka i en fattig lantbrukarfamilj som på grund av en tragisk händelse sänds iväg till ett barnlöst par då modern väntar barn. Hon får uppleva kärlek och omsorg som aldrig tidigare av de båda makarna, men efter syskonets födelse måste hon återvända hem.
Small Things Like This (2021; Små ting som dessa) behandlar tragiken associerad med de så kallade Magdalenahemmen på Irland, där kvinnor som blev gravida och födde barn utanför äktenskapet hölls mer eller mindre fångna. I boken träffar en kolutkörare med ett gott äktenskap och flera döttrar på en olycklig ung kvinna som försöker rymma från en sådan institution och beslutar sig för att hjälpa henne. So Late in the Day (I senaste laget, 2024) skildrar en man som nyss blivit dumpad av sin fästmö alldeles före bröllopet. Relationen hade störts för mycket av hans rutiner, snålhet och bristande inlevelse i partnerns känslor.

## Utmärkelser i urval[18]
- Los Angeles Times Book of the Year (för Antarctica)
- Richard Ford’s book of the year (för Walk the Blue Fields)
- The Hugh Leonard Bursary, The Macaulay Fellowship, The Rooney Prize for Irish Literature, The Martin Healy Prize, The Olive Cook Award, The Kilkenny Prize, The Tom Gallon Award, The William Trevor Prize, The Francis MacManus Award